# Cryptocarya nova-anglica
Cryptocarya nova-anglica là loài thực vật có hoa trong họ Nguyệt quế. Loài này được B.Hyland & Floyd miêu tả khoa học đầu tiên năm 1989.